# John Ekedahl
John Bendis Ekedahl, född den 27 januari 1960 i Kortedala församling, Göteborg, är en svensk sångare som deltog i den svenska Melodifestivalen 1991 med melodin ”Stanna du i dina drömmar”. Den slogs dock ut före slutomröstningen.
I december 1986 släppte Ekedahl ”Hej Uggla tjena’ moss” som är en parodi på Magnus Ugglas ”Fula gubbar”.

## Melodier på Svensktoppen
- 2001 – ”Drömmarnas ö”

## Testades på Svensktoppen men missade listan
- 1998 – ”Du köper saker du inte behöver …”
- 1999 – ”Kär igen”
- 2001 – ”Blommor i handen”
- 2002 – ”Hur kyssar kan smaka så gott”

## Fotnoter
1. ↑   Sveriges befolkning 1990. Ramsele: Svensk arkivinformation (SVAR), Riksarkivet. 2011. ISBN 978-91-88366-91-7
2. ↑  ”John Ekedahl – Hej Uggla Tjena' Moss”. Discogs. http://www.discogs.com/John-Ekedahl-Hej-Uggla-Tjena-Moss/release/1807410.